# Amatunte

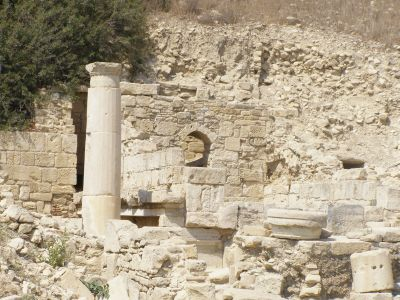

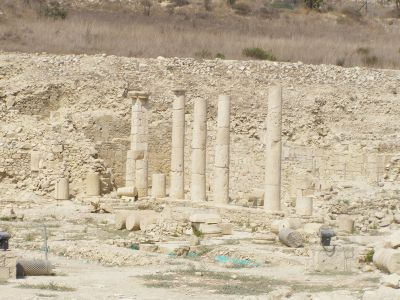

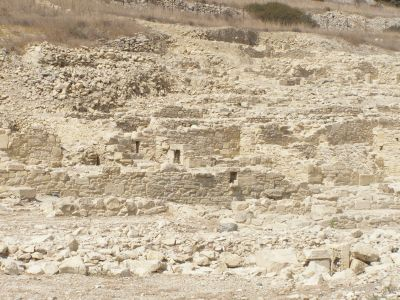

Amatunte o Amato (greco: Αμαθούς, Αμαθούντα; latino: Amatus; inglese: Amathous; francese: Amathonte), è una città dapprima micenea e poi fenicia, sulla costa meridionale di Cipro.
I resti della più antica officina metallurgica, per l'estrazione e la lavorazione del rame, già attiva nel III millennio a.C., costruita all'interno di un villaggio, sono affiorati dagli scavi effettuati a Pyrgos (Limasso), vicino al sito archeologico di Amatunte.
Fu sede di un celebre tempio di Afrodite nella sua forma maschile di Afrodito, dal volto barbuto, androgino. Alcuni scavi del XIX secolo che cercavano questo tempio hanno invece riportato alla luce importanti resti della famosa necropoli: un centinaio di tombe ipogee a camera. Nella ricca necropoli, fu rinvenuto un sarcofago marmoreo con cortei di carri e cavalieri, ora conservato a New York, ed una tazza argentea del secolo VII (ora a Londra).
Nel VI secolo a.C. passò sotto i persiani, cui rimase fedele fino alla conquista di Alessandro Magno. Passò poi ai Tolomei. Nel 59 a.C. fu occupata dai romani.
Nel Medioevo fu una delle città più importanti e più popolate di Cipro. Nacque e morì ad Amatunte il famoso patriarca di Alessandria San Giovanni l'Elemosiniere.
Fu distrutta nel 1190 da Riccardo Cuor di Leone.

## La basilica sull'acropoli
La basilica fu eretta verso la fine del secolo VI o VII al posto del tempio di Afrodite distrutto nel corso del VI secolo da un sisma. Essa era riccamente decorata di mosaici murali e di lastre di marmo scolpite (inizio V secolo), ed è composta da tre navate ed un nartece, con una galleria soprastante.

La basilica è collocata nell'acropoli, sul punto più alto della collina, a 80 metri di altitudine, inserita nell'angolo di un grande recinto quadrangolare interamente lastricato.

## Lingua
Ad Amatunte si parlava il cosiddetto eteocipriota, una lingua che non sembra imparentata con il greco, scritto con il sillabario cipriota (dal 700 a.C.), che però non è stato decifrato.

## Citazioni
Fu meta di Marco e altri due apostoli (Barnaba e Saulo), recatisi nell'isola di Cipro per annunciare il Vangelo; forse Marco era in veste di catechista e battezzatore, forse di cronista della spedizione.
Amatunte è citata da Gabriele D'Annunzio in Alcyone, Sogni di terre lontane, Le carrube, a proposito dell'«obliato carme» del «Mar Cilicio» che tanto «piacque» alla «Cipride».
Ludovico Ariosto cita Amatunte come posto dove Venere, «(...) lasciando i templi citerei e li altari e le vittime e li odori di Gnido e di Amatunte e de' Sabei, sovente con le Grazie in lieti cori vi danzò intorno (...)».
Anche nei Carmi di Catullo vi è una citazione di Amatunte:
XXXVI. Annales
Annales Volusi, cacata carta,

votum solvite pro mea puella.

nam sanctae Veneri Cupidinique

vovit, si sibi restitutus essem

desissemque truces vibrare iambos,

electissima pessimi poetae

scripta tardipedi deo daturam

infelicibus ustulanda lignis.

et hoc pessima se puella vidit

iocose lepide vovere divis.

nunc o caeruleo creata ponto,

quae sanctum Idalium Vriosque apertos

quaeque Ancona Cnidumque harundinosam

colis quaeque Amathunta quaeque Golgos

quaeque Durrachium Hadriae tabernam,

acceptum face redditumque votum,

si non illepidum neque invenustum est.

at vos interea venite in ignem,

pleni ruris et inficetiarum.

annales Volusi, cacata carta.

Nelle Metamorfosi, Ovidio parla delle "propètidi", giovinette di Amatunte: colpevoli di aver negato la divinità di Afrodite, la dea le punì invasandole con uno sfrenato desiderio sessuale e trasformandole in pietre, dopo essersi abbandonate alla prostituzione («(...) Ma chiedi ad Amatunte, città ricca di metalli, se sia lieta d'aver dato i natali alle Propètidi: lo negherebbe, come d'averli dati un tempo ai Cerasti, così chiamati perché la loro fronte era guastata da due corna (...)»).

## Amatunte nella mitologia greca
Amatunte era dedicata ad Afrodite e per questo suo culto venne anche chiamata Amatusia. I suoi abitanti furono tutti trasformati in tori da Afrodite perché, contro la volontà della dea, le si offriva in sacrificio gli stranieri.
I suoi abitanti sono conosciuti anche con il nome di Cerasti.
Scrive Ovidio nelle Metamorfosi, Libro X:
Davanti alle loro porte sorgeva l'ara di Giove Ospitale: il forestiero, che ignaro dello scempio la vedeva macchiata di sangue, avrebbe potuto credere che vi avessero sgozzato vitelli di latte o pecore del posto.
Un ospite era invece l'ucciso. Offesa da questi riti infami, persino la grande Venere stava per lasciare le città e i campi della sua Ofiusa. "Ma che male hanno mai fatto", disse, "questi cari luoghi e le mie città? Che colpa ne hanno loro? Sia piuttosto quest'empia gente a pagarne il fio con l'esilio, con la morte o con qualcosa che stia tra la morte e l'esilio. E quale può essere questa pena, se non una metamorfosi?" Mentre è incerta in cosa mutarli, lo sguardo le cade sulle corna; pensa che a loro queste possano restare e trasforma le loro grandi membra in quelle di truci giovenchi.»